# Parker Posey

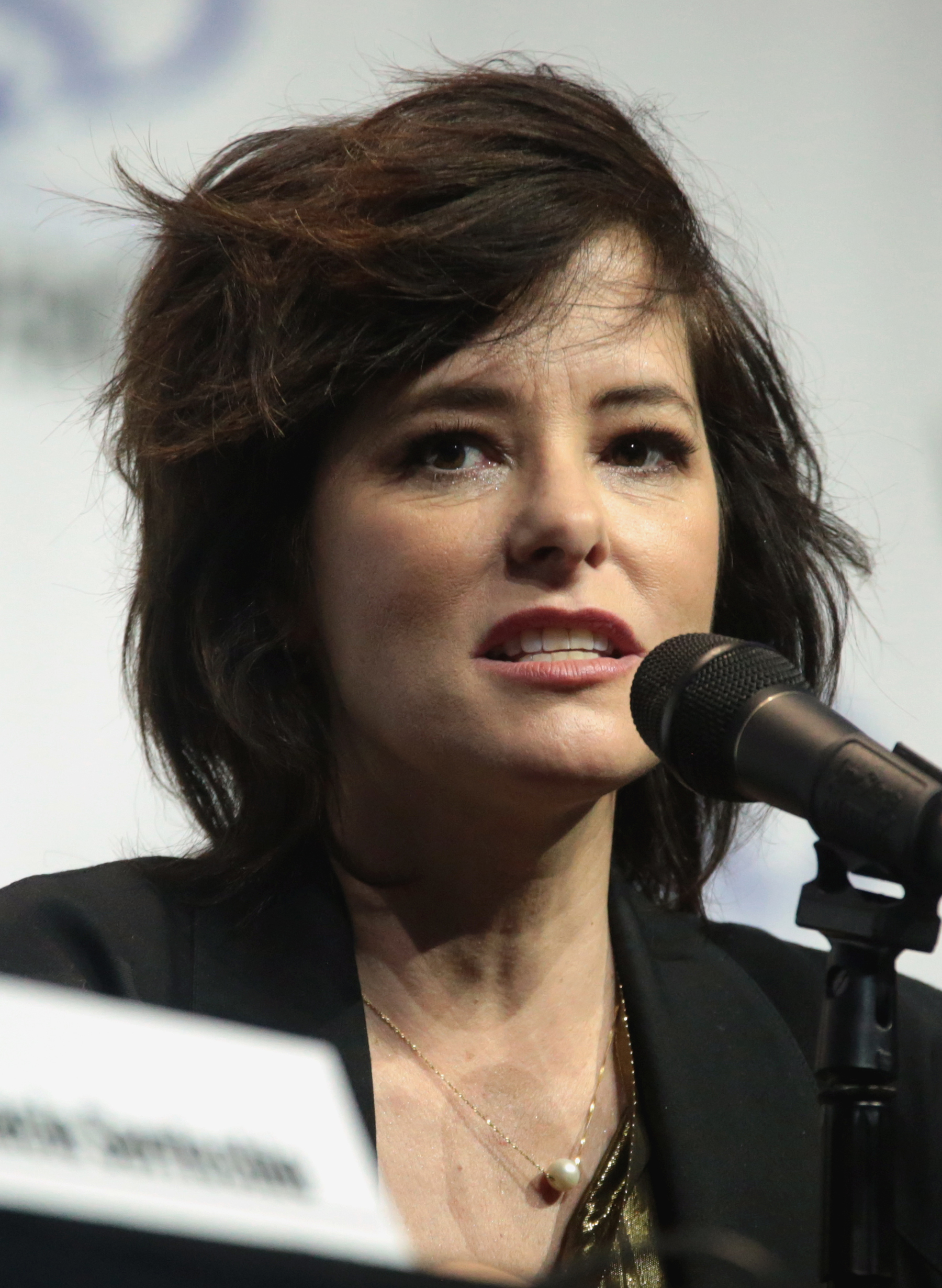
Parker Posey (2018)

Parker Christian Posey (* 8. November 1968 in Baltimore, Maryland) ist eine US-amerikanische Schauspielerin, die sich seit den 1990er-Jahren vor allem durch Rollen in Independentfilmen profilierte und deswegen auch als „Queen of the Indies“ bekannt ist.

## Leben und Karriere
Posey, die ihren Vornamen nach dem Fotomodell und der Schauspielerin Suzy Parker erhielt, studierte Drama an der State University of New York zusammen mit den Schauspielerkolleginnen Sherry Stringfield und Orlagh Cassidy.
Posey debütierte als Schauspielerin im Jahr 1991 in der Fernsehserie Jung und Leidenschaftlich – Wie das Leben so spielt, ihre erste Hauptrolle spielte sie im Film Crazy Party Girl (1995). Im Liebesfilm E-Mail für Dich (1998) spielte sie neben Tom Hanks und Meg Ryan, in Scream 3 (2000) neben David Arquette und Courteney Cox und in Super süß und super sexy (2002) neben Cameron Diaz und Christina Applegate. Für ihre Rolle im Film A Mighty Wind (2003) gewann sie den Florida Film Critics Circle Award.
Posey spielte in über 30 Independentfilmen, weswegen sie von der Zeitschrift Time als „Königin der Independentfilme“ („Queen of the Indies“) bezeichnet wurde. Sie selbst veröffentlicht manchmal Beiträge in der literarischen Zeitschrift Open City.
Sie lebt in New York City.

## Filmografie (Auswahl)
- 1991: First Love, Fatal Love (Fernsehfilm)
- 1993: Joey Breaker
- 1993: Confusion – Sommer der Ausgeflippten (Dazed and Confused)
- 1993: Stadtgeschichten (Tales of the City, Miniserie)
- 1993: Die Coneheads (Coneheads)
- 1994: Amateur
- 1994: Sleep with Me – Liebe zu dritt (Sleep with Me)
- 1994: Handschrift des Todes (Dead Connection)
- 1994: Lifesavers – Die Lebensretter (Mixed Nuts)
- 1995: The Doom Generation
- 1995: Crazy Party Girl (Party Girl)
- 1995: Kicking and Screaming
- 1996: subUrbia – Sixpacks, Sex + Supermarkets (SubUrbia)
- 1996: Seitensprung in Manhattan (The Daytrippers)
- 1996: Wenn Guffman kommt (Waiting for Guffman)
- 1997: Clockwatchers
- 1997: Wer hat Angst vor Jackie-O.? (The House of Yes)
- 1998: e-m@il für Dich (You’ve Got Mail)
- 1998: Anwältinnen küsst man nicht (What Rats Won’t Do)
- 1998: Margaret… Crazy, sexy, cool (The Misadventures of Margaret)
- 2000: Scream 3
- 2000: Best in Show
- 2001: Josie and the Pussycats
- 2002: Super süß und super sexy (The Sweetest Thing)
- 2003: A Mighty Wind
- 2004: Blade: Trinity
- 2004: Laws of Attraction
- 2004: Frankenstein
- 2005: Adam & Steve
- 2006: The OH in Ohio
- 2006: Fay Grim
- 2006: Superman Returns
- 2006: Boston Legal (Fernsehserie, vier Folgen)
- 2007: Broken English
- 2008: The Eye
- 2009: Happy Tears
- 2011: Inside Out
- 2012: Hemingway & Gellhorn (Fernsehfilm)
- 2012: Louie (Fernsehserie, drei Folgen)
- 2013: New Girl (Fernsehserie, Folge 2x01)
- 2014: Grace of Monaco
- 2014: Inside Amy Schumer (Fernsehserie, Folge 2x05)
- 2015: Irrational Man
- 2015: Drunk History (Fernsehserie, Folge 3x11)
- 2015: Portlandia (Fernsehserie, Folge 5x06)
- 2016: Café Society
- 2016: Der Architekt (The Architect)
- 2016: My Art
- 2016: Mascots
- 2016: Search Party (Fernsehserie, drei Folgen)
- 2016: Skylanders Academy (Fernsehserie, sieben Folgen, Stimme)
- 2017: Columbus
- 2018: The Con Is On
- 2018–2021: Lost in Space – Verschollen zwischen fremden Welten (Lost in Space, Fernsehserie, 28 Folgen)
- 2019: Elsewhere
- 2020: High Fidelity (Fernsehserie, Folge 1x05)
- 2022: The Staircase (Miniserie, sechs Folgen)
- 2023: Beau Is Afraid
- 2024: Thelma – Rache war nie süßer (Thelma)
- 2024: Mr. & Mrs. Smith (Fernsehserie, zwei Folgen)
- 2025: The Parenting
- 2025: The White Lotus (Fernsehserie)